# Biscotto

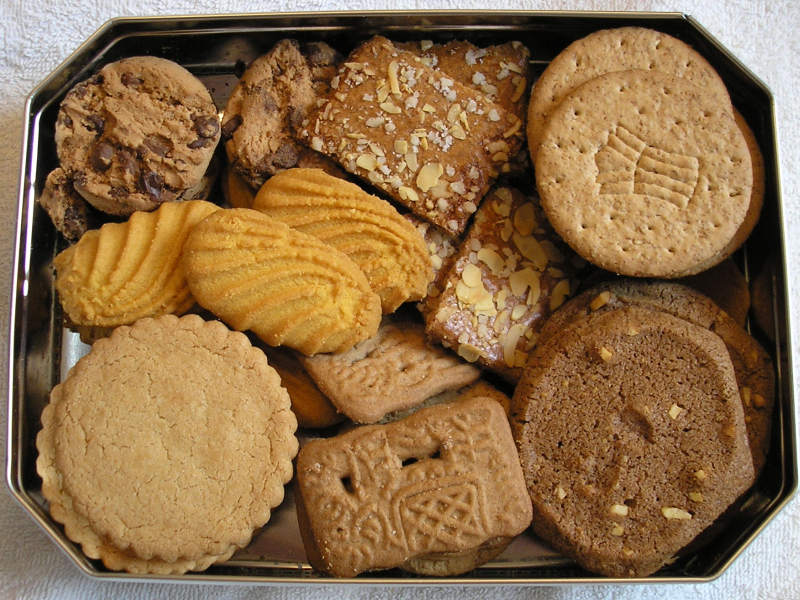
Un assortimento di biscotti.

Un biscotto è un prodotto alimentare, più precisamente un dolce cotto al forno, di varie forme , dimensioni  e bassa umidità che è tipicamente piccolo, duro e piatto, di solito a base di impasto,  e un emulsionante. La parola deriva dal latino «panis biscotus», significante «pane cotto due volte», e le cui prime evidenze risalgono al X secolo.

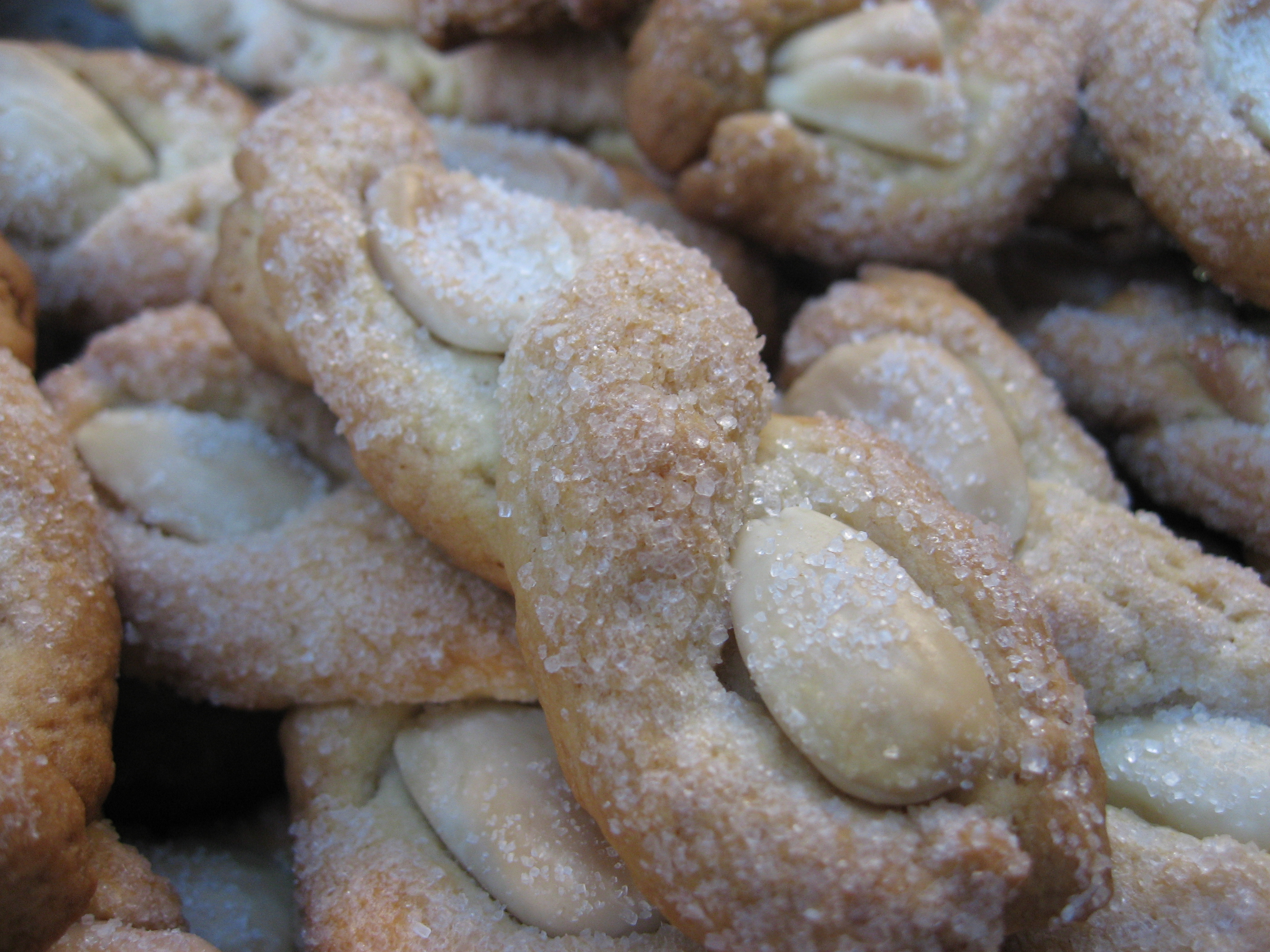
Treccine.

I biscotti sono una preparazione antica, caratterizzata da forte presenza del miele (in origine) o dello zucchero (più recentemente) e dalla completa cottura in forno: due caratteristiche che li rendevano conservabili anche per lunghi periodi.
I biscotti sono solitamente a base di farina, uovo, burro, zucchero, bicarbonato d'ammonio (generalmente chiamato ammoniaca o ammoniaca per dolci) ed eventualmente lievito e aromi vari. Oggi la farina usata è in massima parte di frumento, ma non mancano esempi di farine diverse come gli amaretti di farina di mandorle, i nocciolini di Chivasso di farina di nocciole, le paste di meliga di farina di mais o gli zaéti veneziani di farina di polenta, per restare nella sola tradizione italiana. Altri ingredienti sono glassa, marmellata, zenzero, cannella, uvetta, avena, gocce di cioccolato, noci, ecc. I biscotti entrano nella tradizione culinaria di tutto l'Occidente, del Medio Oriente e dell'Estremo Oriente e si presentano in numerosissime varianti e gusti.

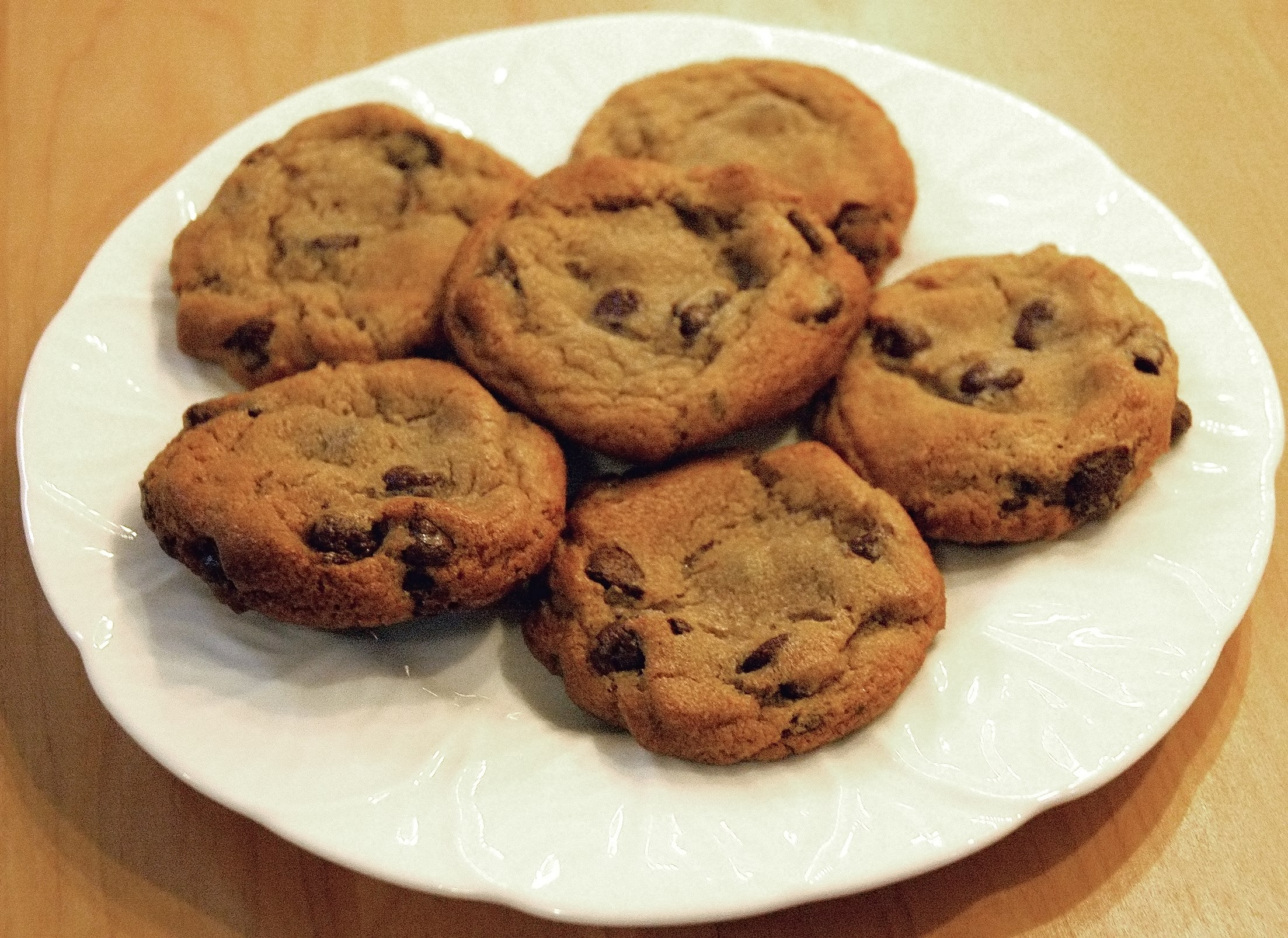
Biscotti con gocce di cioccolato.

## Tipi di biscotto
I biscotti compaiono nella tradizione culinaria di quasi tutti i paesi. Tra i tipi più frequenti e conosciuti troviamo, in ordine di apparizione storica:

### Cialde

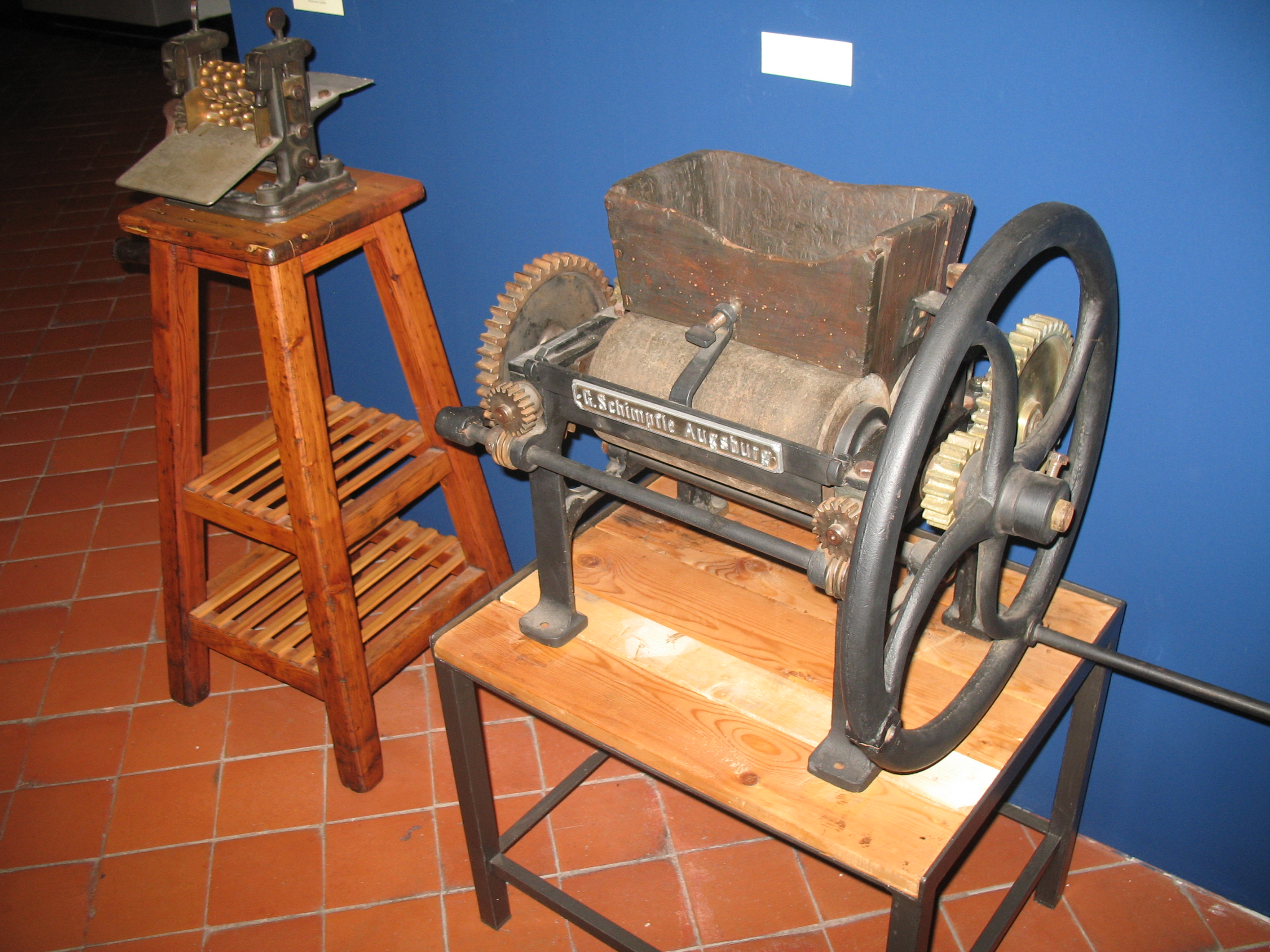
Un antico macchinario di fabbricazione mitteleuropea per la produzione di biscotti

Sono preparazioni in cui una pastella viene cotta su una superficie rovente, che solitamente è tonda o romboidale e presenta uno stemma o una superficie a grata. Le cialde possono essere dolci o salate e sono diffuse in tutta Europa sin dai tempi dei Greci (obleios) e dei Romani (alita dolcia). Dolci simili si trovano anche in Russia, (blini), in India (poori), in Medio Oriente (qata'if), in Indonesia (dadar gulung), in Cina (bao bing). Alla stessa famiglia appartengono le crêpes, i pancake, le tegole, i brigidini di Lamporecchio e i wafer. Sono una delle preparazioni più antiche ed erano diffusissimi già nel Medioevo. Oggi come allora si accompagnano al dolce quanto al salato.
I contenuti variano enormemente: uova, burro, latte, olio, zucchero, miele, aromi vari. Le cialde esistono di tre tipi: croccanti e friabili (come le tegole italiane), morbide e soffici (come le gauffres), morbide e piatte (come le crêpes). Alcuni esempi: le gauffres francesi, belghe e tedesche, i waffel olandesi, le tegole o i canestrelli italiani, le infinite varianti di wafer diffusi in tutta l'Europa occidentale.

### Biscotti speziati
Hanno una forte componente di aromi quali anice, cannella, noce moscata, pepe, zenzero, semi di papavero, eccetera e sono spesso dolcificati con il miele. Sono comuni nell'Europa centrale e settentrionale e spesso accompagnano la tradizione del Natale di Santa Claus. Possono contenere burro o lievito e sono, solitamente, di forma fantasiosa (pupazzetti, animaletti, cuori, fiori, stelle, abeti o Santa Claus) e variamente decorati con glasse e confettini di zucchero.
Alcuni esempi: i mustazzoli in Italia. Gli speculoos belgi, austriaci e tedeschi, i Ruiter Speculaas olandesi, solitamente a forma di mulino a vento, le Zimtsterne e i Lebkuchen tedeschi, i pan di zenzero tedeschi, olandesi, svedesi, spesso a forma di casetta decorata di canditi e confetti per ricordare la storia di Hänsel e Gretel, i kaneelkoekjes olandesi.

### Biscotti di pasta di mandorle

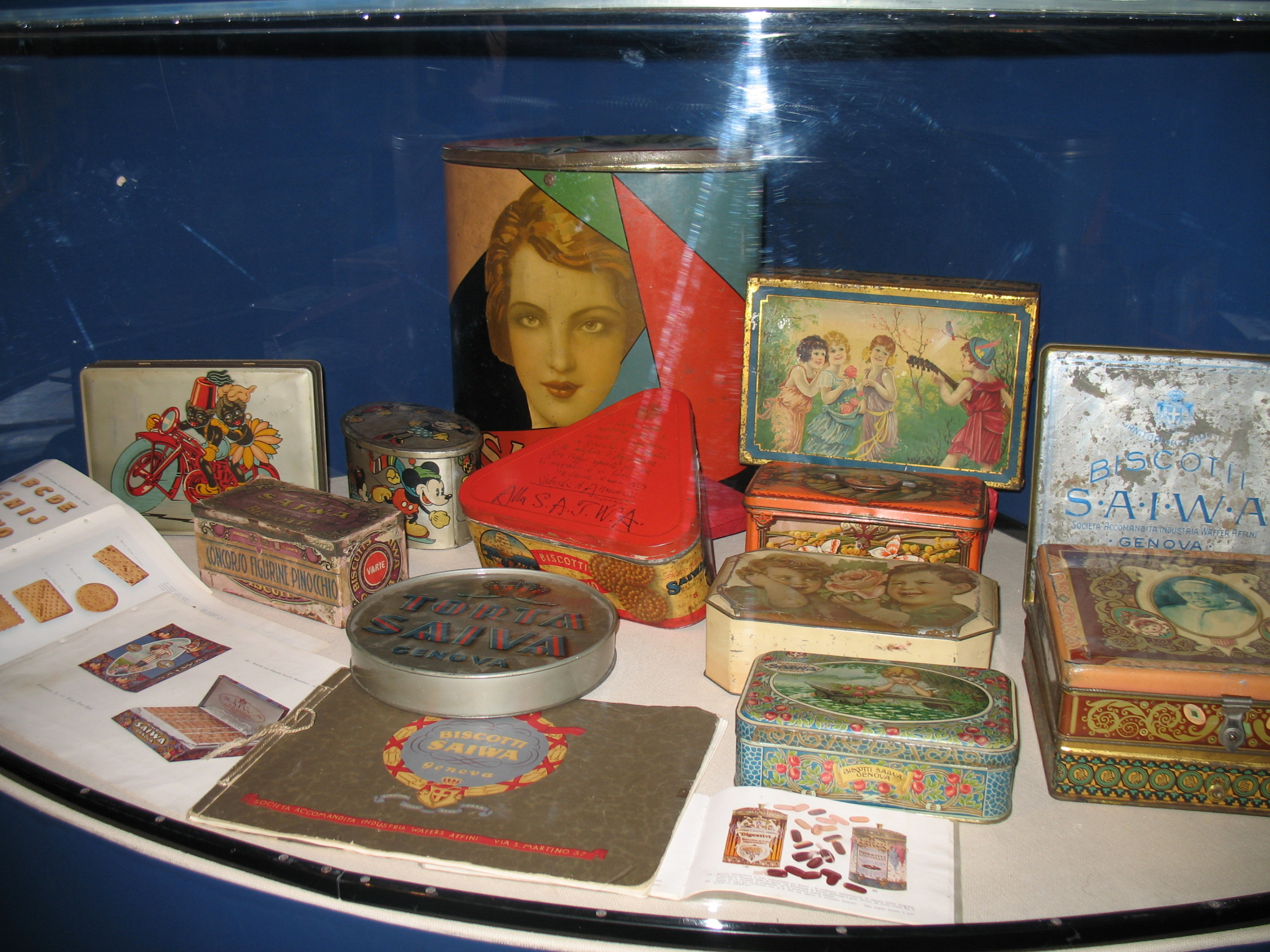
Eleganti e floreali confezioni in stile liberty del primo Novecento

È una famiglia davvero ampia, inizialmente di tradizione araba e pian piano diffusasi praticamente ovunque dalla Sicilia alla Germania, dalla Spagna alla Danimarca. Alcuni esempi: gli amaretti, i ricciarelli, la pasta di mandorla, i canestrelli e la frutta di Martorana in Italia, i Kipferln e i Spitzbuben in Germania, i perrunillas, almendrados e i bocaditos in Spagna, i bitter koekjes nei Paesi Bassi, i petitfour francesi.

### Biscotti di frutta secca o canditi
Sono preparati con aggiunta o ripieno di noci, nocciole, noccioline, mandorle, castagne, fichi secchi, datteri, canditi di frutta varia (arancia, limone, zucca), uva passa. Sono diffusi ovunque secondo la disponibilità di ingredienti del territorio.
Alcuni esempi: i brut e bun di nocciole, le pitte di San Martino con le scorze d'arancia candita, i ravioli dolci di fichi, datteri o uvetta, i pan de mòrt con le mandorle, le passulate con noci e mandorle, i petrali con fichi secchi e uva passa in Italia, kletskoppen di noccioline in Olanda, le Zimtsterne di noci e nocciole Tedesche, i mince pies con frutta secca al brandy in Inghilterra, i sanyura con mandorle o pistacchi e acqua di fiori d'arancio in Libano, i mamul di datteri e talvolta semola anziché farina di frumento, i barazik di sesamo in Siria.

### Frollini o paste di frolla

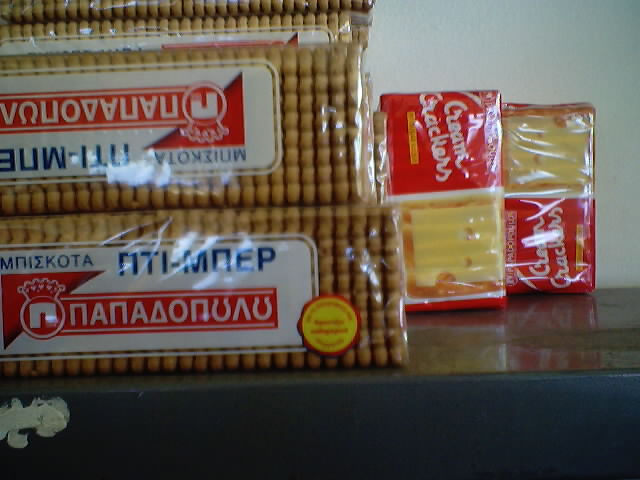
Biscotti dalla Grecia

Sono i biscotti di pasta frolla. Hanno un impasto di farina, zucchero, uova ed una notevole quantità di burro; hanno origine più recente dei primi e sono più deperibili. Appartengono alla grande famiglia delle paste secche di pasticceria ed erano riservati ad occasioni di feste, anche in considerazione della forte presenza di burro che li rende molto nutrienti e non sempre facilmente digeribili.
Accanto alla tradizionale produzione artigianale, oggi si affianca una imponente produzione industriale e i frollini sono spesso venduti come prodotti da colazione. Alcuni esempi: le paste di meliga con farina di mais, le offelle con olio di oliva, i biscotti regina con semi di sesamo, i  biscotti e tortine occhio di bue con ripieno di marmellata, le margheritine di Stresa in Italia, gli spritsgebak in Olanda, gli shortcake e gli shortbread inglesi e americani, gli alfajores in Spagna.

### Altri tipi di biscotti
Si producono biscotti con ingredienti ritenuti curativi (come le fibre) o ricostituenti, oppure privi di ingredienti che possono risultare inadatti ad alcuni, come burro, uova. Rientrano in questa categoria anche le semplici e diffusissime gallette dolci, che spesso accompagnavano i pasti di soldati e marinai perché semplici, economiche e poco deperibili.

### Biscotti con carne o di formaggio
Sono solitamente di sfoglia di pasta ripieni di crema a base di latte o di formaggio o di carne. Anch'essi antichissimi, sono tipici dei luoghi di produzione casearia e un po' più rari (o più dimenticati) dei restanti biscotti citati. Alcuni esempi: gli 'Mpanatigghi siciliani con la carne, casadinas o pardulas sardi con la ricotta in Italia, i pastéis de Belém con il latte in Portogallo.

## Valori nutrizionali
Variano enormemente al variare degli ingredienti. Sono ricchi di zuccheri, possono essere ricchi di grassi (se frollini o se con noci, nocciole, ecc.). Il valore energetico varia da circa 415 calorie per 100 grammi per i frollini a oltre 520 per wafer variamente ripieni o per biscotti con noci, mandorle o cioccolato. Quelli di fattura artigianale sono solitamente privi di conservanti e di grassi vegetali idrogenati.